# 832
سنة 832 م كانت سنة كبيسة تبدأ يوم الإثنين (الرابط يظهر نموذج التقويم الكامل للسنة) من التقويم اليولياني. بدأت تسمية السنة ب832 منذ العصور الوسطى المبكرة، عندما أصبح تقويم أنو دوميني هو الأسلوب السائد في أوروبا لتسمية السنوات.

## مواليد
- عبد الله بن أحمد التميمي قاضي القيروان في الدولة الأغلبية.
- محمد بن إسحاق الفاكهي

## وفيات
- عبد الوهاب بن عبد الرحمن بن رستم